# Melody in Love
Melody in Love ist ein deutscher Softsexfilm aus dem Jahre 1978. Regie führte Hubert Frank.

## Handlung
Melody ist jung, hübsch und ungebunden. Sie sehnt sich nach Abenteuern, auch sexueller Art, und nach Traumstränden unter südlicher Sonne. So setzt sie sich ins nächste Flugzeug und fliegt nach Mauritius. Dort lebt ihre etwas ältere Cousine Rachel in einem sehr schönen Anwesen. Rachels Ehemann ist unterwegs und verlustiert sich derzeit ausgiebig auf einem Tauchurlaub mit Freunden (und vor allem Freundinnen).
Die ebenso blonde wie naive Melody lässt sich rasch von der exotischen, tropischen Umgebung einfangen und ist auch den erotischen Avancen ihrer Cousine nicht abgeneigt. Was deren Octavio kann, kann Rachel schon lange. In dem knackigen Loverboy Alain hält sie sich einen jüngeren Liebhaber, der eines Wochenendes zu Besuch kommt. Prompt verliebt sich auch Melody in ihn, und beide landen wenig später im Bett…

## Produktionsnotizen
Produziert wurde der Film von der Berliner Juno Film Production GmbH. Melody in Love wurde innerhalb von 41 Tagen im Februar und März 1978 auf der Insel Mauritius gedreht. Die Fertigstellung erfolgte im Mai 1978, die Präsentation des Films fand im selben Monat auf der Filmmesse in Cannes statt. Die Uraufführung war am 27. Oktober 1978 in Bremerhaven.
Kostüme und Ausstattung stammen aus der Hand von Rolf Albrecht. Jürgen Goslar hatte die Herstellungsleitung, Wolfgang von Oppen und Stefan Abendroth die Produktionsleitung. Otto Retzer war einer der beiden Aufnahmeleiter. Gerhard Heinz komponierte die beiden Lieder Melody in Love und Beautiful Day. Carl Schenkel assistierte Regisseur Frank.

## Kritiken
Im Lexikon des internationalen Films heißt es: „Softporno mit exotischer Postkarten-Ästhetik und unerträglich-sentimentaler Orgelmusik; zwischen den unscharf aufgenommenen erotischen „Ringkämpfen“ brodelt sinnigerweise ein Inselvulkan.“
Die Filmzeitschrift Cinema schrieb in ihrer Ausgabe vom November 1978: „Regisseur Hubert Frank und Kameramann Franz X. Lederle drehten diesen Film auf der Insel der Träume: Mauritius – ohne viel Drehbuch aber mit viel Liebe. Und mit Vulkanausbruch, Unterwasserkämpfen, viel Blond, viel Braun. Alles für Genießer.“
In Das große Personenlexikon des Films zählte Melody in Love zu den „Softsexstreifen dümmlichster Machart“, in denen Sascha Hehn ab 1970 zuhauf auftrat.